# Modoc (Indiana)
Modoc – miasto w Stanach Zjednoczonych, w stanie Indiana, w hrabstwie Randolph.